# Kloster Kappel

Logo: Kloster Kappel heute

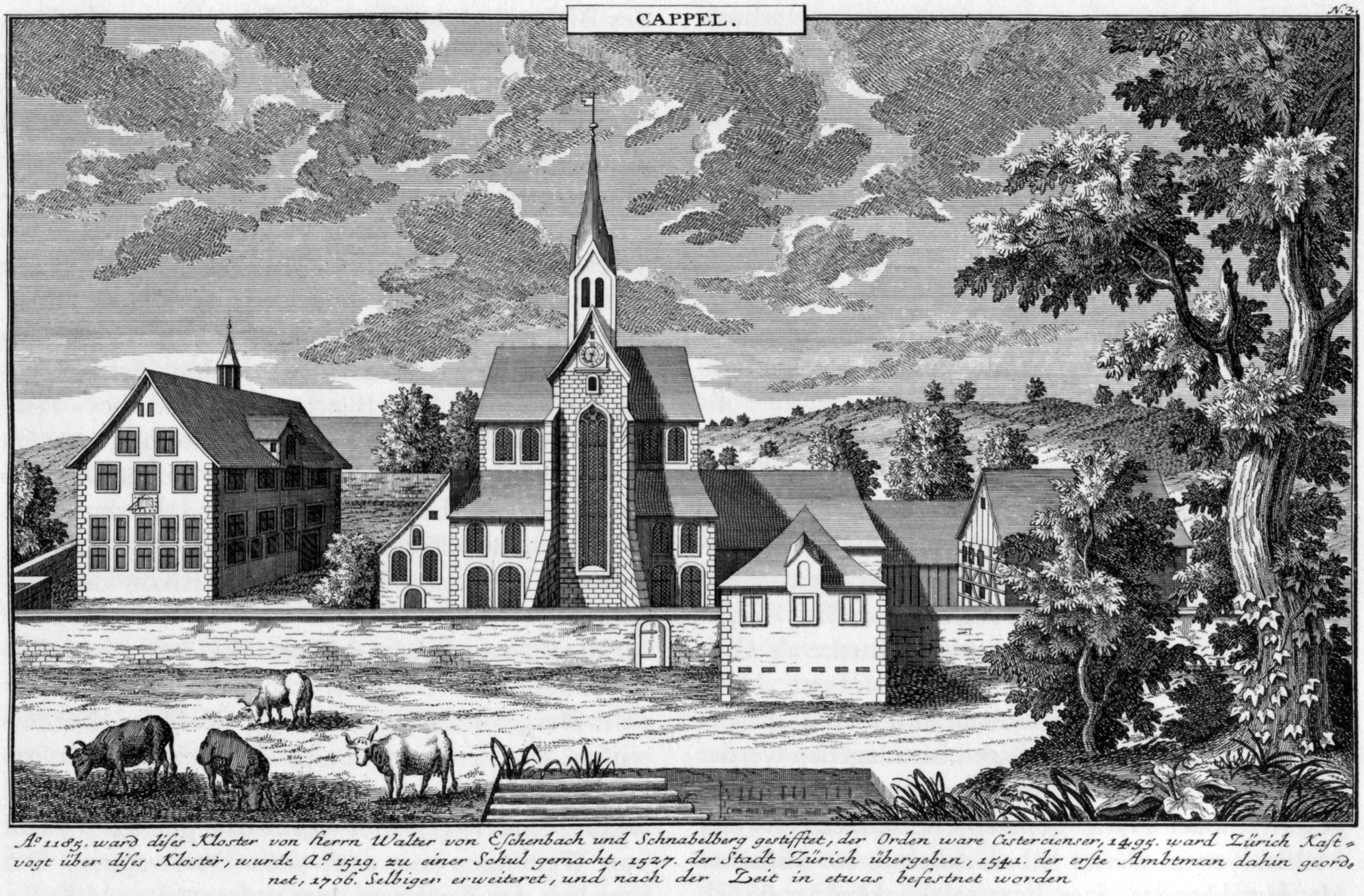
Das Kloster Kappel auf einem Stich von David Herrliberger 1741

Das Kloster Kappel ist ein ehemaliges Zisterzienserkloster in Kappel am Albis in der Schweiz.

## Geschichte

### Von der Gründung bis zum Beginn des 16. Jahrhunderts
Im Jahre 1185 wurde das Kloster durch die Freiherren von Eschenbach-Schnabelburg gestiftet und von den Konstanzer Bischof Hermann II. bestätigt. Dem ersten Abt Wilhelm und seinen Mönchen stand eine Kapelle zur Verfügung, um ein Zisterzienserkloster zu errichten. Das Mutterkloster von Kappel war die Abtei Altenryf (Kanton Freiburg). Durch Papst Innozenz III. erhielt das Kloster im Jahre 1211 das Privilegium commune Cisterciense, und es wurde unter den Schutz des Papstes gestellt.
Bis zum Ende des 14. Jahrhunderts erhielt das Kloster von der Stifterfamilie und anderen Adelsfamilien Schenkungen, vor allem im Knonauer Amt, im Zugerland, dem heutigen Aargau, im Kanton Luzern, am Zürichsee und im Zürcher Unterland. Dazu kamen vereinzelte Ländereien in der Innerschweiz. 
Durch die gesellschaftliche Entwicklung, namentlich die aufkommende Geldwirtschaft, den Aufschwung der Städte und durch die Konkurrenz der Bettelorden, kam das Kloster in finanzielle Schwierigkeiten. Ausserdem geriet es mehr und mehr unter den Einfluss weltlicher Herren, vor allem nach der Ermordung König Albrechts im Jahre 1308. So schloss das Kloster 1344 ein ewiges Bündnis mit der Stadt Zug und ein ebensolches mit Zürich 1403. Dadurch geriet das Kloster im Alten Zürcherkrieg zwischen die Fronten und wurde im Jahre 1443 durch die Eidgenossen geplündert. Ein Brand verwüstete am 15. Januar 1493 die Konventsgebäude, die der damalige Abt Ulrich wieder aufbauen liess. Aufgrund seines ausschweifenden Lebensstils wurde er 1508 zum Rücktritt gezwungen.

### Reformation
Unter Abt Ulrichs Nachfolger Wolfgang Joner hielt ein neuer Geist Einzug. Im Jahre 1523 berief er den neunzehnjährigen Heinrich Bullinger nach Kappel, der dort als Hauslehrer die Mönche und auch junge Männer aus der Umgebung unterrichtete. Durch Bullinger fanden die Lehren der Reformation ihren Weg nach Kappel, und so wurden am 9. März 1525 die Bilder aus der Klosterkirche entfernt und am 4. September desselben Jahres die Heilige Messe abgeschafft. Am 29. März 1526 feierten die Mönche das erste Mal das Abendmahl nach reformierter Ordnung und legten ihre Kutten ab. Viele verliessen das Kloster und wandten sich einem Handwerk zu oder wurden Prädikanten. Der Konvent übergab das Kloster 1527 an die Stadt Zürich. Wolfgang Joner, Heinrich Bullinger und vier weitere Männer blieben in Kappel und betrieben die Schule als Knabeninternat weiter. Die bisherige Klosterkirche wurde zur Pfarrkirche von Kappel.
Während des ersten Kappelerkrieges 1529 wurde Kappel im Juni zum Schauplatz des Aufmarsches der reformierten und katholischen Truppen, die mit der legendären Kappeler Milchsuppe ein friedliches Ende nahm; anders am 11. Oktober 1531, als in der zweiten Schlacht bei Kappel der Zürcher Reformator Zwingli fiel.

### Kloster heute

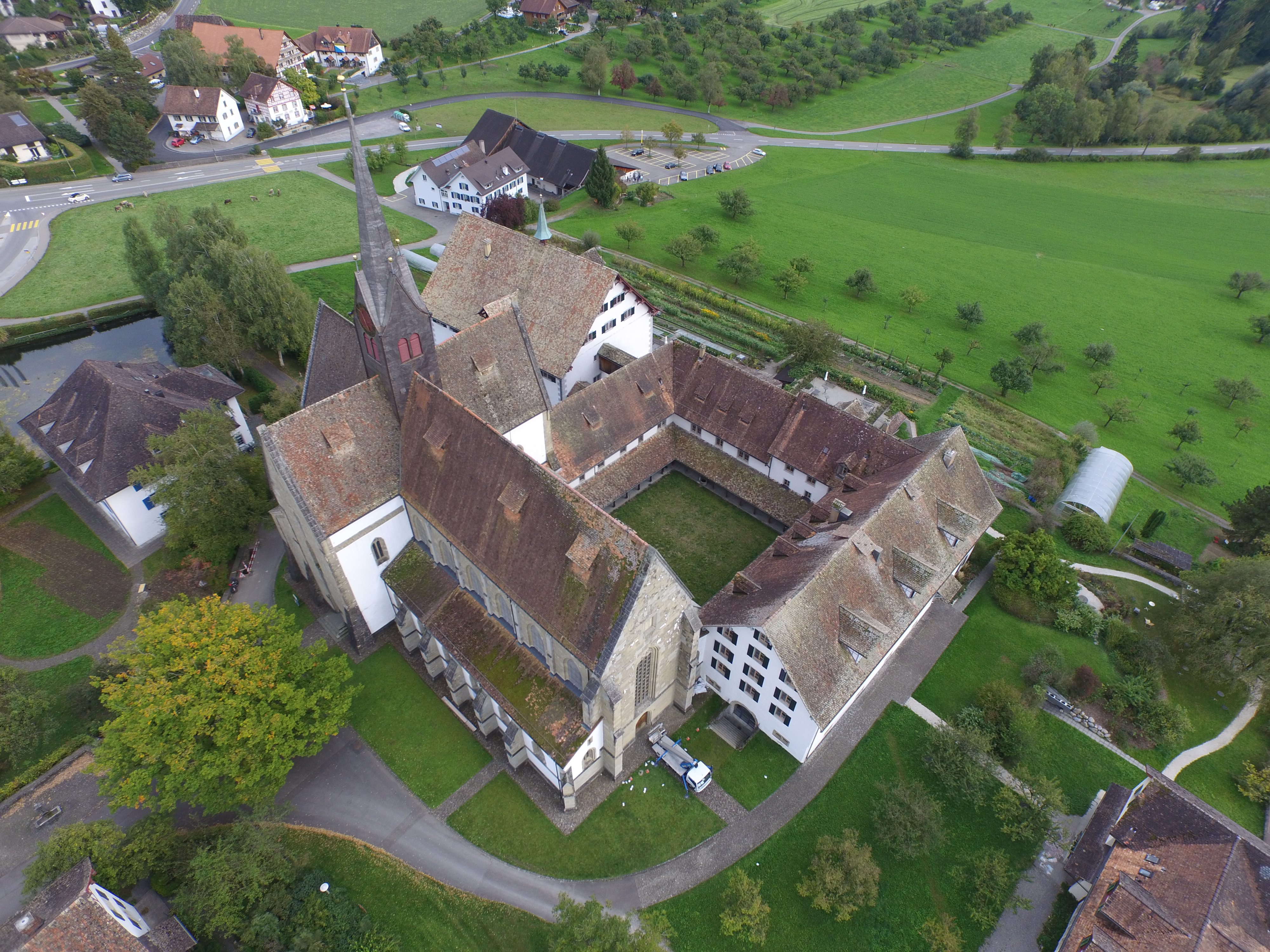
Luftbild des Klosters

Nach der Reformation blieb das Kloster Zürcher Staatsdomäne. Ab dem Jahre 1834 wurden die Gebäude für soziale Zwecke genutzt, seit 1983 von der Zürcher Landeskirche als Seminarhotel und Bildungshaus mit dem Namen Haus der Stille und Begegnung. Seit 2008 führt es wieder den Namen Kloster Kappel. Das Kloster ist seit 2009 renoviert. Die Klosterkirche zeigt im Chor eine Glasmalerarbeit des Schweizer Grafikers und Malers Max Hunziker.
Der Verein Kloster Kappel (früher Verein Kappelerhof) ist Eigentümer der Domäne Kloster Kappel (Liegenschaften, Land, Wald). Die 14 Vereinsmitglieder sind die 13 Kirchgemeinden des Bezirks Affoltern und die Evangelisch-reformierte Landeskirche des Kantons Zürich. Kirche und Pfarrhaus gehören dem Kanton Zürich.
Kappel sei als letztes kirchliches Seminarhaus in der Deutschschweiz eine Erfolgsgeschichte mit grossem Rückhalt in der Synode. Ab 2023 liefen der Neubau eines Gebäudes mit Mietwohnungen sowie Sanierungen an bestehenden Gebäuden. Durch den Bau von Parkplätzen soll die innere Anlage von Autos befreit werden.